# LT vz. 34
Tank LT vz. 34 byl prvním ryze československým tankem. Jeho výrobu zajišťovala česká firma ČKD. Nahradil francouzské tanky Renault FT-17, které byly jako první užívané v prvorepublikové československé armádě.

## Vývoj tanku
Práce na konstrukci tanku začaly již před rokem 1932. Po ověřovací sérii prvních šesti tanků byla roku 1933 zahájena jejich sériová výroba. Jednotky československé armády obdržely první stroje na jaře roku 1934. První tanky byly vyzbrojeny pouze dvojicí kulometů ZB vz. 26. Ty se účastnily vojenských manévrů, které měly prověřit jejich technickou kvalitu. I přes některé nedostatky byly tanky přijaty oficiálně do služby v červenci roku 1935 jako LT vz. 34. Série objednaných tanků byla dokončena počátkem roku 1936.
Tank LT vz. 34 byl poháněn vodou chlazeným čtyřválcem o síle 46 kW. Podvozek sestával na každé straně z osmi pojezdových kol s gumovými obručemi, vodícího kola vzadu a hnacího kola vpředu, přičemž dvě dvojice pojezdových kol tvořily rám. Stroj byl obrněn pancéřovými deskami, které byly přinýtované na ocelové profily. Ve věži byl jeden kanón ráže 37 mm se spřaženým kulometem ráže 7,92 mm. Druhý kulomet byl uložen uprostřed předního pancíře korby v kulové lafetě. Všechny zbraně byly zaměřovány pomocí záměrných dalekohledů. Radista obsluhoval radiostanici vz. 35.

## Užití
Největší slabinou tanku byl 15 mm pancíř, což se stalo tanku LT vz. 34 osudným. Armáda začala užívat tank LT-35, přičemž měl LT vz. 34 sloužit jako průzkumný. Jak se však ukázalo, LT vz. 34 byl pro tyto účely pomalý. Po obsazení českého pohraničí Němci roku 1938 nabídla československá armáda všechny tanky k prodeji, avšak nenašla žádného kupce. Po okupaci Čech a Moravy a vzniku Slovenského státu zůstalo v tzv. Protektorátu 23 kusů a na Slovensku 27 kusů těchto tanků. Němci neměli o tyto zastaralé stroje zájem, a tak byly sešrotovány. Na Slovensku však byly užívány až do roku 1944, kdy se účastnily bojů ve Slovenském národním povstání.

## Technický popis
- Druh: LT vz. 34 – lehký jezdecký tank
- Osádka: 3 osoby
- Výrobce: ČKD Praha
- Produkce v letech: 1934–1936
- Počet vyrobených vozidel: 50 + 1 prototyp
- Hmotnost: 7,50 t
- Délka: 4,60 m
- Šířka: 2,10 m
- Výška: 2,22 m
- Měrný tlak: 0,50 kg/cm²
- Pancéřování: 8–15 mm
- Výzbroj: 37 mm dělo Škoda vz. 34; 2 těžké kulomety ZB vz. 35
- Typ motoru: Praga; vodou chlazený čtyřválec o obsahu 6 082 cm³
- Výkon motoru: 62,5 k (46,2 kW)
- Maximální rychlost: 30 km/h
- Dojezd: 160 km